# Magnesioferrita
La magnesioferrita és un mineral de la classe dels òxids, que pertany al grup de l'espinel·la. Rep el seu nom de la seva composició, contenint magnesi i ferro.

## Característiques
La magnesioferrita és un òxid de fórmula química MgFe₂3+O₄. Forma una sèrie de solució sòlida amb la magnetita. Cristal·litza en el sistema isomètric, formant cristalls octaèdrics de fins a 5 mil·límetres. Habitualment es troba de manera granular o massiva. La seva duresa a l'escala de Mohs es troba entre 5,5 i 6,5.
Segons la classificació de Nickel-Strunz, la magnesioferrita pertany a «04.BB: Òxids amb proporció Metall:Oxigen = 3:4 i similars, amb només cations de mida mitja» juntament amb els següents minerals: cromita, cocromita, coulsonita, cuprospinel·la, filipstadita, franklinita, gahnita, galaxita, hercynita, jacobsita, manganocromita, magnesiocoulsonita, magnesiocromita, magnetita, nicromita, qandilita, espinel·la, trevorita, ulvöspinel·la, vuorelainenita, zincocromita, hausmannita, hetaerolita, hidrohetaerolita, iwakiïta, maghemita, titanomaghemita, tegengrenita i xieïta.

## Formació i jaciments
La magnesioferrita més comuna és d'origen fumaròlic. És un mineral accessori en algunes kimberlites, carbonatites i gabres alcalins. Es troba també com a inclusions esquelètiques en esfèrules vítries en sediments atribuïts a restes d'impactes de bòlids. Sol trobar-se associada a altres minerals com: hematites, magnetita i diòpsid. Va ser descoberta l'any 1859 al Vesuvi, província de Nàpols (Campània, Itàlia).